# Alfredo Belli
Alfredo Belli nació en 1922 en la ciudad de Buenos Aires, Argentina. Su infancia trascurrió en el barrio de la Recoleta. Durante la década de 1940 fue jugador de básquet del Club Atlético San Lorenzo de Almagro, donde fue campeón del Torneo Apertura y el Campeonato de la Asociación de Buenos Aires. Se retiró del básquet a principios de la década de 1960, habiendo jugado solo en el club de Boedo. 

## Fallecimiento
Falleció en la misma ciudad que nació, Argentina en el 2013. 

## Honores
En 2014, en el barrio de Boedo, se le dedicó un mural en Avenida Cobo y Del Bañado, rememorando la oportunidad en la que fue tapa de El Gráfico.

## Títulos
- 1946 Campeonato de la Asociación de Buenos Aires
- 1946 Torneo Apertura
- 1949 Campeonato de la Asociación de Buenos Aires
- 1949 Torneo Apertura
- 1950 Campeonato de la Asociación de Buenos Aires
- 1950 Torneo Apertura
- 1951 Torneo Apertura
- 1952 Torneo Apertura

- Datos: Q17274333